# Бернулијева једначина
Бернулијева једначина је једна од основних математичких дефиниција, у делу физике, која се зове динамика флуида. Описује Бернулијев принцип, односно дефинише међусобну везу између притиска или потенцијалне енергије флуида и његове брзине или његове кинетичке енергије, у струјној цеви (струјном пољу). Бернулијев принцип је добио име по данско-швајцарском научнику Данијелу Бернулију, који је описао овај принцип у својој књизи Hidrodinamica 1738. године. Бернулијева једначина служи управо за описивање овог принципа и израчунавање параметара везаних за проток флуида.
Постоји више облика Бернулијеве једначине које описују разне врсте протока флуида. Најједноставнији облик Бернулијеве једначине се односи на случај када се густина флуида може узети као непроменљива (код течности и код занемаривања стишљивости гаса на малим брзинама). Постоји и једначина за проток флуида када се густина не може узети као константна. Код већих брзина гасова, када се мора узимати у обзир њихова стишљивост, тада се уводи у једначину Махов број, као еквивалент брзине. Бернулијева једначина се додатно усложњава ако се ради о вискозном струјању.
Бернулијев принцип се може извести из закона о одржању енергије. Наиме, из овог закона следи да у мирном току флуида сума свих облика механичких енергија, у целом струјном току, мора бити једнака у свима тачкама тога поља. Другим речима, сума кинетичке и потенцијалне енергије мора бити међусобно једнака у свима тачкама струјног поља.
Честице флуида су под утицајем сопствене тежине и притиска, крећу се између тачака са различитим статичким притиском, од већег према мањем. Ако се флуид креће хоризонтално, кроз струјну цев, брзина ће се повећавати ако се та разлика статичког притиска повећава између две тачке, односно између два пресека цеви. Брзина флуида се смањује ако се та разлика статичког притиска смањује. Највећа брзина је тамо где је притисак најмањи, а најмања је тамо где је притисак највећи.

## Енергија течности
Течности могу имати енергију у различитим облицима.

### Потенцијална енергија течности
Течност масе m (kg), која се налази на некој висини z (m), мереној од неке водоравне равни, има потенцијалну енергију:
{\displaystyle E_{p}=m\cdot g\cdot z}
Наиме са те висине течност се може спустити и извршити рад колика је њена потенцијална енергија. Висина z, на којој се течност налази, зове се геодетска висина. Она се мери геодетским инструментом, тоталном станицом или теодолитом.

### Енергија притиска течности
Течност има енергију и због хидростатичког притиска p. Ако се прикључи на излазну цев посуде, у којој се налази течност, једна уска цев. Течност ће се у тој цеви дигнути на висину h, која одговара хидростатичком притиску, то јест:
{\displaystyle h={p \over \rho \cdot g}}
а енергија притиска ове течности запремине V јесте:
{\displaystyle m\cdot g\cdot h=\rho \cdot V\cdot g\cdot h=p\cdot V}
Висина на коју се течност подигне због хидростатичког притиска зове се манометарска висина.

### Кинетичка енергија течности
Замислимо резервоар у који дотиче тачност са стране тако да увек стоји на истом нивоу. На дну резервоара налази се отвор кроз који течност истиче. Течност масе m (kg) на некој висини h има потенцијалну енергију m ∙ g ∙ h. Кад течност истиче кроз отвор на дну резервоара, потенцијална се енергија течности претвара у кинетичку енергију, па мора бити:
{\displaystyle m\cdot g\cdot h={\frac {m\cdot v^{2}}{2}}}
где је v брзина истицања течности. Из овог израза произлази да је висина течности, на коју би се она попела због кинетичке енергије:
{\displaystyle h={\frac {v^{2}}{2\cdot g}}}
Та висина, која даје течности брзину v, зове се висина брзине и она је мерило за кинетичку енергију течности.

## Објашњење Бернулијеве једначине
Да би се објаснила Бернулијева једначина, на леву посуду се додаје водоравна стаклена цев која се сужава и на себи има усправне стаклене цеви. Ако се зачепи отвор на крају цеви десно и напуни посуда водом до висине h, вода ће по закону о спојеним посудама стајати свуда једнако високо до висине h. Кад се водоравна цев десно отчепи, вода ће почети да истиче и она неће у свим цевчицама стајати једнако високо, што значи да притисци у течности која струји нису на свим местима једнаки. Види се да је притисак на крају цеви десно једнак нули, а одавде према унутрашњости униформно расте, што показује правац који спаја врхове стубаца воде у окомитим цевчицама. Притисак пада равномерно (пропорционално) с дужином цеви. Пад притиска је смањење притиска на јединици дужине цеви. Према томе закључује се да је струјање течности кроз дугачке цеви другачије у погледу притиска, а и брзине, него што то даје Торичелијев закон истицања. Притисак који течност има у струјању зове се хидродинамички притисак.
Из експеримента види се да притисак у водоравној цеви стално опада, те да је хидродинамички притисак на сваком месту мањи од хидростатичког притиска који би постојао кад ми вода мировала. Ако је цев свуда истог пресека, то по принципу континуитета брзина мора бити свуда иста. Ово је могуће само стога што су честице воде теране сталним притиском (то јест сталном силом), јер би иначе трење постепено поништило њихову кинетичку енергију. Висина  стуба воде у струјању преставља висину отпора, то јест онај притисак који је потребан за свладавање отпора дуж цеви. Висина  је висина брзине која даје течности брзину у струјању. Одатле се види да се хидростатски притисак h делимично троши на свладавање отпора, а преостали део даје течности брзину.
Да би се установило по којем се закону влада притисак код течности у струјању, може се разматрати једна нагнута цев којој се пресек према крају смањује. Будући да по закону континуитета кроз сваки пресек мора проћи у јединици времена иста количина течности, то ће брзине у разним пресецима бити различите. Тако ће у пресеку  брзина бити , у пресеку  брзина , а у пресеку  брзина . Ако се занемари трење (идеална течност), у свакој тачки струјног млаза мора, по закону о одржању енергије, укупна енергија остати увек иста. Узима се да кроз сваки пресек у јединици времена пролази m килограма течности.
У положају I енергија течности састоји се од 3 дела:
- од потенцијалне енергије, која износи , где се висина  мери од нивоа истицања,
- од енергије притиска ,
- од кинетичке енергије .

Према томе вреди, у положају :
{\displaystyle E_{1}=m\cdot g\cdot z_{1}+p_{1}\cdot V+{\tfrac {1}{2}}\ \cdot m\cdot v_{1}^{2}}
у положају :
{\displaystyle E_{2}=m\cdot g\cdot z_{2}+p_{2}\cdot V+{\tfrac {1}{2}}\ \cdot m\cdot v_{2}^{2}}
у положају :
{\displaystyle E_{3}=m\cdot g\cdot z_{3}+p_{3}\cdot V+{\tfrac {1}{2}}\ \cdot m\cdot v_{3}^{2}}
Уз претпоставку да нема трења, по закону о одржању енергије мора бити:
{\displaystyle E_{1}=E_{2}=E_{3}}
односно генерално вредети:
{\displaystyle m\cdot g\cdot z+p\cdot V+{\tfrac {1}{2}}\ \cdot m\cdot v^{2}=\,{\text{константа}}\,}
То је Бернулијев закон струјања, који гласи: Збир притисне, потенцијалне и кинетичке енергије при стационарном струјању идеалне течности је константна величина.
Ако се подели горњу једначину са V, добија се:
{\displaystyle {\frac {m}{V}}\ \cdot g\cdot z+p+{\tfrac {1}{2}}\ \cdot {\frac {m}{V}}\ \cdot v^{2}=\,{\text{константа}}\,}
будући да за густину течности вреди:
{\displaystyle \rho ={m \over V}}
добија се:
{\displaystyle {\tfrac {1}{2}}\,\cdot \rho \,\cdot v^{2}\,+\,\rho \,\cdot g\,\cdot z\,+\,p\,=\,{\text{константа}}\,}
што је Бернулијева једначина која се односи на јединицу масе идеалне течности. Сви чланови у овом изразу имају јединицу притиска. Величина  зове се хидродинамички притисак, јер његова вредност зависи од брзине течности.
Ако се подели горњи израз са ρ ∙ g добија се:
{\displaystyle {\frac {p}{\rho \cdot g}}\ +z+{\frac {v^{2}}{2\cdot g}}\ =\,{\text{константа}}\,}
Ово је облик Бернулијеве једначине који се односи на јединицу тежине идеалне течности. Њени чланови имају димензију дужине. Наиме p / ρ g = h и преставља манометарску висину, односно енергију јединице тежине течности. Наиме, енергија течности тежине G је:
{\displaystyle G\cdot h={\frac {G\cdot p}{\rho \cdot g}}\ }
Ако је G = 1, онда је енергија p / ρ ∙ g. Члан z је геодетска висина и преставља потенцијалну енергију тежине течности. Наиме, течност тежине G има на висини z енергију G ∙ z. Ако је G = 1, онда је потенцијална енергија једнака z. Члан v2 / 2 ∙ g је висина брзине, те има такође димензију дужине, то јест бројно даје кинетичку енергију јединице тежине течности. Наиме, течност тежине G, то јест масе m = G / g и брзине v има кинетичку енергију , а течности тежине  = 1 има кинетичку енергију .
Према томе, Бернулијева једначина се може изразити и овако: При стационарном струјању идеалне течности је збир геодетске висине, манометарске висине и висине брзине у свакој тачки дуж струјања стална величина.
Означимо ли се укупни притисак у течности која струји са , може се написати и овако:
{\displaystyle {\tfrac {1}{2}}\,\cdot \rho \,\cdot v^{2}\,+\,\rho \,\cdot g\,\cdot z\,+\,p\,=p_{0}}
Протиче ли течност кроз водоравну цев, онда је z = 0, па је:
{\displaystyle p_{0}=\,p\,+{\tfrac {1}{2}}\,\cdot \rho \,\cdot v^{2}\,}
Из тога произлази да је збир хидростатичког и хидродинамичког притиска идеалне течности на свим местима водоравног цевовода константан. Из претходног израза произлази такође важан закључак који даје однос између притиска p и брзине v у сваком пресеку. Наиме, по закону континуитета произлази да је у већем пресеку неке цеви брзина мала, а из Бернулијевог закона струјања излази да се у том случају притисак p мора повећати како би укупан притисак остао исти. Из тога се види да је код струјања течности брзина у већем пресеку мала, а притисак велик, док је у малом пресеку брзина велика, а притисак мали. Снижење притиска паре или гасова код пролаза кроз уске отворе зове се пригушивање или пригушење. Бернулијев закон вриједи и за гасове. Код струјања гасова разликују се аеродинамички и аеростатички притисак.

### Основне и изведене мерне јединице које се користе код Бернулијеве једначине
ρ = густина - {\displaystyle (kg/m^{3})}
 = пресек представља површину попречног пресека - {\displaystyle (m^{2})}.
 = статички притисак - (Pa)
 = брзина - (m/s)
 = маса течности - (kg)
 = механички рад - (J)
 = запремина масе течности - {\displaystyle (m^{3})}
Бернулијева једначина користи СИ систем јединица.
- {\displaystyle \ z} = геодетска висина односно висина тежишта попречног пресека у односу на неку водоравну раван у {\displaystyle \ (m)}
- {\displaystyle \ p \over \rho g} = пијезометарска или притисна висина односно висина пијезометарског притиска коју показује висина стуба течности у пијезометарској цеви у {\displaystyle \ (m)}
- {\displaystyle \ {v^{2} \over 2g}} = брзинска висина у {\displaystyle \ (m)}, а брзина {\displaystyle \ v} представља брзину коју би тело имало када би било у слободном паду.
- Укупан збир енергија даје Бернулијеву једначину

Уласком у ужи део цеви, пресека {\displaystyle S_{2}} и статичког притиска {\displaystyle p_{2}} течност добије већу брзину {\displaystyle v_{2}}.
Маса течности m има у ширем делу цеви кинетичку енергију:
{\displaystyle {\frac {m\cdot v_{1}^{2}}{2}}}
а кад уђе у ужи део кинетичку енергију:
{\displaystyle {\frac {m\cdot v_{2}^{2}}{2}}}
Повећање кинетичке енергије последица је механичког рада R који је настао ради разлике притисака ({\displaystyle p_{1}-p_{2}}) {\displaystyle s_{1}} при кретању масе m течности из ширег дела цеви у ужи на путу ΔS:
 = ({\displaystyle p_{1}-p_{2}}) {\displaystyle s_{1}} Δ
 = ({\displaystyle p_{1}-p_{2}}) V , где је V запремина масе течности.
Тај је рад једнак повећању кинетичке енергије:
({\displaystyle p_{1}-p_{2}})  = {\displaystyle {\frac {m\cdot v_{2}^{2}}{2}}} - {\displaystyle {\frac {m\cdot v_{1}^{2}}{2}}}
Дељењем горње једнакости са запремином, знајући да је густина ρ = {\displaystyle {\frac {m}{V}}} добија се Бернулијева једначина:
{\displaystyle p_{1}} + {\displaystyle {\frac {\rho \cdot v_{1}^{2}}{2}}} = {\displaystyle p_{2}} + {\displaystyle {\frac {\rho \cdot v_{2}^{2}}{2}}} = {\displaystyle p_{3}} + {\displaystyle {\frac {\rho \cdot v_{3}^{2}}{2}}} = константа.
Изрази {\displaystyle {\frac {\rho \cdot v_{1}^{2}}{2}}}, {\displaystyle p_{2}} + {\displaystyle {\frac {\rho \cdot v_{2}^{2}}{2}}} и {\displaystyle p_{3}} + {\displaystyle {\frac {\rho \cdot v_{3}^{2}}{2}}} приказују притисак који је настао услед струјања течности и зове се динамички притисак.

## Облик Бернулијеве једначине за идеалну течност
Основне претпоставке под којима вреди ова једначина су:
1. Течност је идеална - нестишљива течност, линија енергије је константна дуж пресека
2. Стационарно струјање

{\displaystyle \ z_{1}+{p_{1} \over \rho g}+{v_{1}^{2} \over 2g}=z_{2}+{p_{2} \over \rho g}+{v_{2}^{2} \over 2g}=H}
{\displaystyle \ H} представља хидродинамички притисак или укупну специфичну енергију у {\displaystyle \ (m)}.

### Извод Бернулиеве једначине преко закона одржања количине кретања
Бернулијева једначина је први пут изведена 1738. године применом закона одржања количине кретања.
Основне претпоставке под којима вреди овај извод су:
1. фиктивна цев или прорачун за коначни елемент неке цеви,
2. Стационарно струјање или поступно промењиво струјање.

### Извод Бернулиеве једначине преко Ојлеровог интеграла
Ојлерове диференцијалне једначине кретања течности - имплицитни облик
{\displaystyle \ {\frac {1}{\rho }}{\frac {\delta p}{\delta x}}=X-{\frac {du}{dt}}} ... ... ...(1E)
{\displaystyle \ {\frac {1}{\rho }}{\frac {\delta p}{\delta y}}=Y-{\frac {dv}{dt}}} ... ... ...(2E)
{\displaystyle \ {\frac {1}{\rho }}{\frac {\delta p}{\delta z}}=Z-{\frac {dW}{dt}}} ... ... ...(3E)
{\displaystyle \ \rho =konst} - нема општег решења јер су присутне 4 непознате. Решење је могуће само ако дефинише претпоставка која ће елиминисати сувишну непознату.
Основна претпоставка: постоји стационарно струјање
математичке трансформације - (1E) се множи са dx, (2E) се множи са dy, (3E) се множи са dz и сабирају се добијене једначине.
{\displaystyle \ {\frac {1}{\rho }}({\frac {\delta p}{\delta x}}dx+{\frac {\delta p}{\delta y}}dy+{\frac {\delta p}{\delta z}}dz)=Xdx+Ydy+Zdz-(du\overbrace {\frac {dx}{dt}} ^{u}+dv\overbrace {\frac {dy}{dt}} ^{v}+dw\overbrace {{\frac {dz}{dt}})} ^{w}}
па се добија једначина:
{\displaystyle \ 0=Xdx+Ydy+Zdz-{\frac {1}{\rho }}\delta p-(udu+vdv+wdw)}
она се може деривисати
{\displaystyle \ udu={\frac {1}{2}}du^{2}}
{\displaystyle \ vdv={\frac {1}{2}}dv^{2}}
{\displaystyle \ wdw={\frac {1}{2}}dw^{2}}
при чему поприма овај облик
{\displaystyle \ 0=Xdx+Ydy+Zdz-{\frac {\delta p}{\rho }}-{\frac {1}{2}}d(u^{2}+v^{2}+w^{2})}
{\displaystyle \ 0=Xdx+Ydy+Zdz-{\frac {\delta p}{\rho }}-{\frac {1}{2}}d(W^{2})}
ако постоји струјна цев у којој делује само гравитација у нормалном координатном систему. Може се поједноставити овако;
{\displaystyle \ X=0,Y=0,Z=-g}
{\displaystyle \ -gdz-{\frac {\delta p}{\rho }}-{\frac {1}{2}}d(W^{2})=0...operacije/\int /:-g}
И коначно Ојлеров интеграл који представља извод Бернулиеве једначине:
{\displaystyle \ z+{\frac {p}{\rho g}}+{\frac {W^{2}}{2g}}=konstanta}

## Облик Бернулијеве једначине за реалну течност
{\displaystyle \ z_{1}+{p_{1} \over \rho g}+{\alpha _{1}v_{1}^{2} \over 2g}=z_{2}+{p_{2} \over \rho g}+{\alpha _{2}v_{2}^{2} \over 2g}+\Delta H}
{\displaystyle \ \Delta H} је део специфичне енергије утрошен на свладавање хидродинамичких отпора струјању течности. Изражава се у {\displaystyle \ (m)}.

### Кориолисов коефицијент
Или коефицијент кинетичке енергије {\displaystyle \ \alpha _{1,2}}. Он показује однос стварне кинетичке енергије масе флуида који протиче попречним пресеком у јединици времена и кинетичке енергије одређене из услова да су брзине у свим тачкама пресека једнаке (средња брзина). Коефицијент кинетичке енергије је бездимензионална јединица.
Коефицијент кинетичке енергије најчешће има следеће вредности:
- код струјања у цевима {\displaystyle \alpha =1,0}
- код струјања у отвореним водотоковима {\displaystyle \alpha =1,1}
- вредност {\displaystyle \alpha } се може израчунати формулом:

{\displaystyle \ \alpha ={\frac {\int _{A}v^{3}dA}{v_{sr}^{3}A}}} - уз узлов да је {\displaystyle \alpha \geq 1}

## Проток нестишљивих флуида
У случају већине течности, и гасова са малим маховим бројем, густина флуида се може сматрати константном (одатле ‘’нестишљивих”), без обзира на варијације у притиску.
У овом случају Бернулијева једначина има облик:
{\displaystyle {v^{2} \over 2}+gz+{p \over \rho }={\text{const}}}
где је:
{\displaystyle v\,} је Брзина протока у некој тачки тока,
{\displaystyle g\,} је гравитационо убрзање,
{\displaystyle z\,} је висина по z-оси(позитиван део z-осе је усмерен према горе, дакле супротно од смера деловања гравитације)
{\displaystyle p\,} је притисак, и
{\displaystyle \rho \,} је густина флуида у свим тачкама флуида.
Важне напомене:
- флуид мора бити нестишљив — упркос промењивом притиску, густина мора остати иста да би једначина важила;
- овај облик Бернулијеве једначине важи за случај када су вискозне силе занемарљиве.

Ако се горња једначина помножи са густином добија се следећа једначина:
{\displaystyle {\tfrac {1}{2}}\,\rho \,v^{2}\,+\,\rho \,g\,z\,+\,p\,=\,{\text{const}}\,}
или:
{\displaystyle q\,+\,\rho \,g\,h\,=\,p_{0}\,+\,\rho \,g\,z\,=\,{\text{const}},}
где је:
{\displaystyle q\,=\,{\tfrac {1}{2}}\,\rho \,v^{2}} динамички притисак.
У поједностављеном посматрању (поготово ако је флуид гас), притисак је услед тежине стуба флуида у посматраном малом делићу, занемарљиво је мали. На основу тога је реално усвојити: . Тада Бернулијева једначина добија једноставнији облик:
{\displaystyle \ p+{\frac {\rho \,\ v^{2}}{2}}=\,{\text{constant}}\,\quad \longmapsto \quad \ p+\ q=\,{\text{const}}\,}
Збир статичког и динамичког притиска у свим тачкама струјне цеви је константан број. Ова једначина се још назива и једначином о одржању енергије.

## Проток стишљивих флуида
Горње једначине важе за нестишљиве флуиде, међутим могуће је, користећи фундаменталне физичке законе, доћи до једначина који су сличне њима али су примењиве и на стишљиве (бароторопне) флуиде. Постоји много облика Бернулијеве једначине и све су оне аналогне основној Бернулијевој једначини и ослањају се на фундаменталне законе попут Њутнових закона и првог закона термодинамике.
Једна од најчешће коришћених једначина за стишљиве флуиде је:
{\displaystyle {\frac {v^{2}}{2}}+\int _{p_{1}}^{p}{\frac {d{\tilde {p}}}{\rho ({\tilde {p}})}}\ +\Psi ={\text{const}}}
где је:
p — притисак,
ρ — густина течности,
v — брзина протока и
Ψ — гравитациони потенцијал.